# 139 (număr)
139 (o sută treizeci și nouă) este numărul natural care urmează după 138 și precede pe 140.

## În matematică
- Este al 34-lea număr prim.
- Este un număr prim aditiv.[2][3]
- Este un număr prim cubic generalizat.[4]
- Este un număr prim Labos.[5][6]
- Este un număr prim Pillai.[7][8]
- Este un număr prim plat.[9][10]
- Este un număr prim slab.[11][12]
- Formează o pereche de numere prime gemene cu 137. Deoarece 141 este un semiprim, 139 este un prim Chen. 139 este cel mai mic număr prim înainte de o pauză de 10 numere până la următorul număr prim.[13]
- Acest număr este suma a cinci numere prime consecutive (19 + 23 + 29 + 31 + 37).
- Este cel mai mic factor al 64079, care este cel mai mic număr Lucas cu indice prim care nu este prim. Este, de asemenea, cel mai mic factor din primii nouă termeni ai șirului Euclid – Mullin, devenind al zecelea termen.
- 139 este un număr fericit[14][15] și un număr strict non-palindromic.[16]

## În știință
Numărul atomic al untrieniului, un element chimic nesintetizat.

### Astronomie
- NGC 139, o galaxie spirală barată situată în constelația Peștii.
- 139 Juewa, o planetă minoră, un asteroid din centura principală.
- 139P/Väisälä-Oterma, o cometă

## Alte domenii
- Mai multe nave militare au acest număr, ca de exemplu: USS Broadwater (APA-139); USS Farquhar (DE-139); USS Octorara (IX-139) etc.
- Motorola C139, un telefon mobil
- Mai multe drumuri au acest număr, ca de exemplu: Quebec Route 139; California State Route 139; Ohio State Route 139
- Motorul Mercedes-Benz M139

## În religie
- Psalmul 139

## În cultura populară

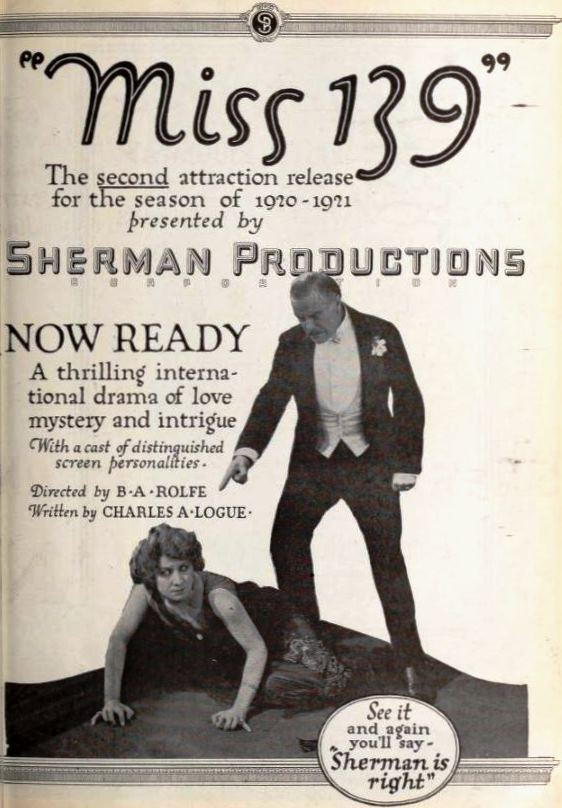
Afișul filmului Miss 139 (1921) - 2.jpg

- Miss 139, un film alb-negru mut polițist din 1921 regizat de B. A. Rolfe, considerat acum un film pierdut.[17][18]
- Sonetul 139 de William Shakespeare